# Masters de Roma 1988
El Abierto de Italia 1988 fue la edición del 1988 del torneo de tenis Masters de Roma. El torneo masculino fue un evento del circuito ATP 1988 y se celebró desde el 9 de mayo hasta el 15 de mayo.  El torneo femenino fue un evento de la Tier I 1988 y se celebró desde el 2 de mayo hasta el 8 de mayo.

## Campeones

### Individuales Masculino
Ivan Lendl vence a  Guillermo Pérez-Roldán, 2–6, 6–4, 6–2, 4–6, 6–4

### Individuales Femenino
Gabriela Sabatini vence a  Helen Kelesi, 6–1, 6–7, 6–1

### Dobles Masculino
Jorge Lozano /  Todd Witsken vencen a  Anders Järryd /  Tomáš Šmíd, 6–3, 6–3

### Dobles Femenino
Jana Novotná /  Catherine Suire vencen a  Jenny Byrne /  Janine Tremelling, 6–3, 4–6, 7–5